# Il pastor fido
Il pastor fido (HWV 8) es una ópera en tres actos de Georg Friedrich Handel. Fue compuesta en 1712 usando un libreto de Giacomo Rossi basado en el popular poema pastoral del mismo nombre publicado en 1589 por Gian Battista Guarini. En 1712 la ópera fue bastante mal recibida, probablemente debido a la decepción tras el éxito de la anterior ópera Handel, Rinaldo. Un diario de la época críticaba duramente la ópera debido a que la escena se desarrollaba solamente el campo de Arcadia, que los vestidos usados eran viejos y que la ópera resultaba corta. Los roles de Mirtillo y Silvio eran originalmente cantados por los castrados Valeriano Pellegrini y Valentino Urbani. La obertura en seis movimientos era demasiado larga para lo que se acostumbraba en la época, se cree que pudo ser compuesta originalmente como una suite orquestal que no había sido estrenada. 
En primavera de 1734 se reestrenó la ópera con Giovanni Carestini en el papel de Mirtillo. En esta nueva ocasión la ópera tuvo mucho más éxito aunque Handel había alterado significativamente la música, sólo siete de las arias originales permanecían y las demás fueron reemplazadas por arias de cantatas del compositor o de antiguas óperas. La nueva producción demostró ser muy popular y fue representada un total de 13 veces. 
En el invierno de 1734 Il pastor fido fue revivida una vez más, con Carestini aún como Mirtillo y el tenor Inglés John Beard en el rol de Silvio. Se le añadió a la ópera un prólogo, Terpsicore, que consistía en una serie de arias, movimientos corales y música orquestal para el baile. El papel de Terpsicore fue realizado por Marie Sallé, ya que su compañía de baile había sido contratada por el mánager del Covent Garden, John Rich.
Actualmente, es una ópera poco representada. En las estadísticas de Operabase aparece con sólo 3 representaciones en el período 2005-2010.